# Чуньков
Чунько́в (укр. Чуньків) — село в Кадубовецкой сельской общине Черновицкого района Черновицкой области Украины.
До 2020 года входило в Заставновский район.
Население по переписи 2001 года составляло 1414 человека. Почтовый индекс — 59422. Телефонный код — 3737. Код КОАТУУ — 7321589201.